# Lamprosema cinisalis
Lamprosema cinisalis là một loài bướm đêm trong họ Crambidae.